# Internationale Wielertrofee Jong Maar Moedig
L'Internationale Wielertrofee Jong Maar Moedig è una corsa in linea maschile di ciclismo su strada che si svolge annualmente nella provincia del Brabante Fiammingo, in Belgio. Dal 2005 fa parte del calendario dell'UCI Europe Tour come gara di classe 1.2.

## Albo d'oro

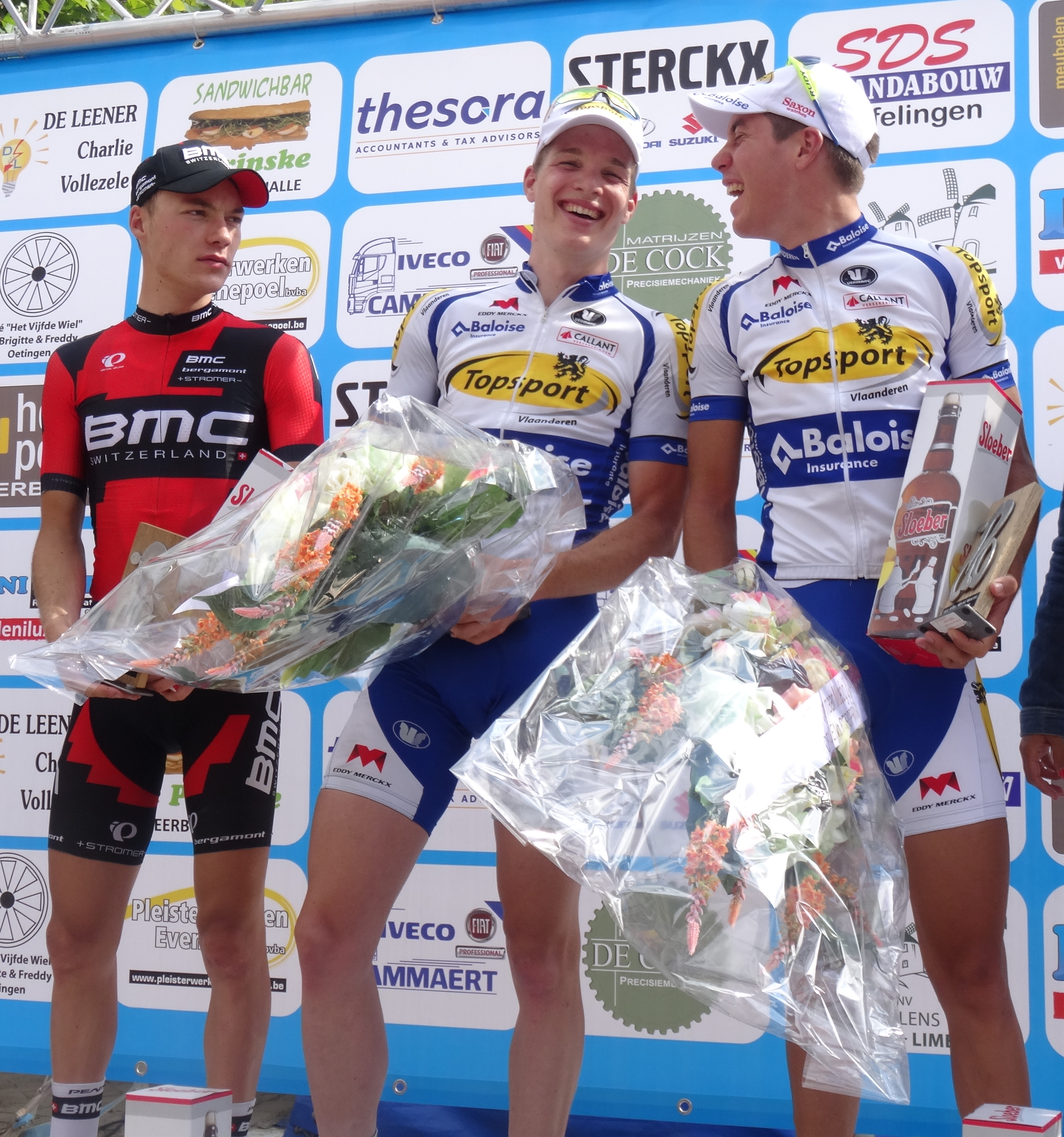
Il podio dell'edizione 2014: Loïc Vliegen (2º), Gijs Van Hoecke (1º) e Jelle Wallays (3º)

Aggiornato all'edizione 2019
| Anno | Vincitore                                           | Secondo                                             | Terzo                                               |
| ---- | --------------------------------------------------- | --------------------------------------------------- | --------------------------------------------------- |
| 1985 | Greg Moens                                          | Luc Caluwaerts                                      | Jean-Marie De Nil                                   |
| 1986 | Rudi Van Der Haegen                                 | Frank Raskin                                        | Kor van Dijck                                       |
| 1987 | Peter De Clercq                                     | Marc Brock                                          | Marcos Mazzaron                                     |
| 1988 | Marc Brock                                          | Nick Botteldoorn                                    | Christian De Saeger                                 |
| 1989 | Alain Van den Bossche                               | Wanderley Magalhães                                 | Rinus Ansems                                        |
| 1990 | Tom Desmet                                          | Jan Van Donink                                      | Peter Farazijn                                      |
| 1991 | Peter Van Petegem                                   | Chris Peers                                         | Claude Rudelopt                                     |
| 1992 | Frank Corvers                                       | Michel Nottebaert                                   | Geert Van Bondt                                     |
| 1993 | Sébastien Van Den Abeele                            | Edwin Rutte                                         | Carl Roes                                           |
| 1994 | Denis François                                      | Vadim Volar                                         | Gerdy Goossens                                      |
| 1995 | Steve De Wolf                                       | Mario Aerts                                         | Gert Vanderaerden                                   |
| 1996 | Frédéric Moerman                                    | Kris Matthijs                                       | Steven De Neef                                      |
| 1997 | Danny In 't Ven                                     | Marc Patry                                          | Michel Zanoli                                       |
| 1998 | Matthé Pronk                                        | Mathew Hayman                                       | Stefan van Dijk                                     |
| 1999 | Stefan van Dijk                                     | Kirk O'Bee                                          | Koen Boerman                                        |
| 2000 | Chris Newton                                        | Mark Vlijm                                          | David Debremaeker                                   |
| 2001 | Tom Boonen                                          | Kevin Van Impe                                      | Frédéric Amorison                                   |
| 2002 | Michael Blanchy                                     | Danny In 't Ven                                     | Julien Smink                                        |
| 2003 | Hans De Meester                                     | David Boucher                                       | Christophe Beddegenoots                             |
| 2004 | Daniel Verelst                                      | Hans De Meester                                     | Zakaria El Darabna                                  |
| 2005 | Gert Vanderaerden                                   | Glen Chadwick                                       | Sven Vanthourenouth                                 |
| 2006 | Greg Van Avermaet                                   | Bert De Waele                                       | Stijn Vanderbergh                                   |
| 2007 | Sven Nys                                            | Frank Dressler                                      | Stijn Neirynck                                      |
| 2008 | Stijn Neirynck                                      | Maarten Neyens                                      | Maarten de Jonghe                                   |
| 2009 | Thomas De Gendt                                     | Thomas Berkhout                                     | Tom Criel                                           |
| 2010 | Sven Jodts                                          | Koen Barbé                                          | Reno De Keulenaer                                   |
| 2011 | Bert Scheirlinckx                                   | Bert De Waele                                       | Floris Goesinnen                                    |
| 2012 | Tim Declercq                                        | Kjell Van Driessche                                 | Davy Commeyne                                       |
| 2013 | Tim Declercq                                        | Kenneth Vanbilsen                                   | Dylan van Baarle                                    |
| 2014 | Gijs Van Hoecke                                     | Loïc Vliegen                                        | Jelle Wallays                                       |
| 2015 | Dimitri Claeys                                      | Floris Gerts                                        | Tim De Troyer                                       |
| 2016 | Jérôme Baugnies                                     | Dimitri Claeys                                      | Gregory Habeaux                                     |
| 2017 | Toon Aerts                                          | Joeri Stallaert                                     | Corné van Kessel                                    |
| 2018 | Jérôme Baugnies                                     | Olivier Pardini                                     | Quinten Hermans                                     |
| 2019 | Julien Van Den Brande                               | Kenneth Van Rooy                                    | Thimo Willems                                       |
| 2020 | annullata per la Pandemia di COVID-19 del 2019-2021 | annullata per la Pandemia di COVID-19 del 2019-2021 | annullata per la Pandemia di COVID-19 del 2019-2021 |
| 2021 | annullata per la Pandemia di COVID-19 del 2019-2021 | annullata per la Pandemia di COVID-19 del 2019-2021 | annullata per la Pandemia di COVID-19 del 2019-2021 |